# 神戸市立本庄小学校
神戸市立本庄小学校（こうべしりつ ほんじょうしょうがっこう）は、日本の兵庫県神戸市東灘区青木4丁目にある公立小学校。

## 沿革

### 略歴（統合前前史）
現在の深江本町にある正寿寺の境内で1872年（明治5年）に開校した深江小学校と青木にある無量寺で1873年（明治6年）3月に開校した青木小学校が認められる。青木小学校は1886年（明治19年）の教育令改正により無量寺から独立して、初等科・中等科・高等科8年制を敷いたが後に初等科のみを残し青木簡易小学校となった。1895年（明治28年）、本庄村は青木簡易小学校の運営を隣接する精道村（現在の芦屋市）と合同の事務組合に移行し菟原郡（翌年から武庫郡）本庄精道両村組合立青木尋常小学校となった。
1899年（明治32年）10月、本庄村は精道村との事務組合を解消すると共に村内の尋常小学校2校を統合して武庫郡本庄尋常小学校を開校した（現在の本庄小学校はこの時をもって開校と定義している）。翌1900年（明治33年）3月3日、木造2階建ての初代校舎が完成しこの日を創立記念日と定めている。

### 略歴（統合後）
1950年（昭和25年）、本庄村が神戸市へ編入されたことに伴い現在の校名に改称。1958年（昭和33年）、児童数増加のため校区の東半分が深江分校の管轄となるが、同分校は1961年（昭和36年）に神戸市立東灘小学校として独立した。
1995年（平成7年）の阪神・淡路大震災では隣接する神戸市立本庄中学校と共に校舎が大きな被害を受け、1997年（平成9年）に現在の校舎が再建された。再建された校舎では震災時の教訓から屋根に太陽光発電のパネルを設置したり、中学校とのフェンスを可動式にしてグラウンドを共用可能にするなどの改良が施されている。

### 年表
- 1899年（明治32年）10月 - 武庫郡本庄尋常小学校を開校。
- 1900年（明治33年）3月3日 - 現在地[要出典]に校舎が完成。創立記念日とする。
- 1941年（昭和16年）4月 - 国民学校令の施行に伴い、武庫郡本庄国民学校へ改称。
- 1947年（昭和22年）4月 - 学校教育法の施行に伴い、本庄村立本庄小学校へ改称。
- 1950年（昭和25年）10月 - 本庄村が神戸市へ編入されたことに伴い、神戸市立本庄小学校へ改称。
- 1961年（昭和36年）4月1日 - 神戸市立東灘小学校を分離独立。
- 1977年（昭和52年）4月1日 - 神戸市立福池小学校を校区分離。
- 1995年（平成7年）1月17日 - 阪神・淡路大震災発生。児童2名が犠牲となる。避難所を開設する。
- 1997年（平成9年）10月 - 現校舎移転。

## 校歌
現在の校歌は本庄村立本庄小学校に改称した1947年（昭和22年）に制定された3代目のものである。作詞は旧本庄国民学校時代の1941年（昭和16年）から1951年（昭和26年）まで校長を務めた藤田幸伸で、作曲者は「不詳」とされているが、校歌と同じ年に制定された信時潔作曲の「兵庫県民歌」と旋律がほとんど同じであると指摘されている。校歌の歌詞にある五層の相輪は1937年（昭和12年）に竣工した鉄筋3階建校舎から採り入れられた意匠で、1998年（平成10年）に完成した現在の校舎にも引き継がれている。
初代校歌は明治後期の武庫郡本庄尋常小学校時代に制定された。2代目校歌は大正期に制定されて国民学校時代にも引き継がれたものであったが、両曲とも作詞・作曲者は不明とされている。

## 校区
- 神戸市東灘区[5]
  - 青木1 - 6丁目、北青木1丁目・2丁目（1～5番）、深江北町5丁目、深江浜町、深江本町3 - 4丁目、深江南町2 - 5丁目

## 校区内の主な施設
- 神戸市立本庄中学校（進学先中学校・当校西側に隣接）
- 神戸大学 深江キャンパス
- 兵庫県立東灘高等学校

## アクセス
- 阪神本線深江駅より西へ徒歩3分、同線青木駅より東へ徒歩10分

## 校区が隣接している学校
- 神戸市立魚崎小学校
- 神戸市立福池小学校
- 神戸市立本山南小学校
- 神戸市立東灘小学校
- 芦屋市立精道小学校 （海を挟んで隣接。）
- 芦屋市立潮見小学校 （海を挟んで隣接。）